# Хиджаб, Надя
Надя Хиджаб (араб. نادية حجاب‎, род. 1950, Алеппо) — палестинский политолог, писательница и журналистка; часто комментирует вопросы прав человека и Ближнего Востока, а также положения палестинцев в частности.

## Биография
Хиджаб родилась в Алеппо, Сирия, в семье палестинских арабов, Васфи Хиджаба и Аблы Нашиф, но выросла в соседнем Ливане, где получила степень бакалавра и магистра английской литературы в Американском университете Бейрута. В годы учёбы в Бейруте Хиджаб работала журналисткой, но покинула Ливан после начала гражданской войны в Ливане. Сначала она поехала в Катар, а затем в Лондон, Англия, где стала главным редактором журнала Middle East Magazine и часто появлялась в средствах массовой информации в качестве комментатора по вопросам Ближнего Востока.
В 1989 году Хиджаб переехала в США, где в течение 10 лет проработала в Нью-Йорке специалистом по развитию Программы развития ООН.
В 2010 году она стала соучредителем Аль-Шабака, виртуального аналитического центра, объединяющего около 60 палестинских мыслителей и писателей со всего мира. Она также является старшим научным сотрудником Института палестинских исследований.

## Книги
- Womanpower: The Arab Debate on Women at Work, Cambridge U.P., 1988
- Citizens Apart: A Portrait of Palestinians in Israel, в соавторстве с Аминой Миннс, I.B. Tauris, 1990